# Fort Crawford
Pour les articles homonymes, voir Crawford.
Fort Crawford était un poste avancé de l'US Army situé à Prairie du Chien dans l'actuel État du Wisconsin au XIXe siècle, ainsi nommé en l'honneur de William Harris Crawford (1722-1834). L'occupation par l'armée de Prairie du Chien s'est concrétisée par la construction successive de trois fortifications, la première, Fort Shelby qui tombera aux mains des Britanniques lors de la bataille de Prairie du Chien en 1814 puis celle de Fort Crawford construit en 1816, reconstruit en 1832 et occupé par l'armée jusqu'au 9 juin 1856. Le fort faisait partie de la chaîne de fortifications du haut Mississippi qui comprenait Fort Snelling près de l'actuel Minneapolis dans le Minnesota, et Fort Armstrong à Rock Island en Illinois. Fort Crawford faisait également partie de la chaîne de fortifications de la voie navigable Fox-Wisconsin qui comprenait Fort Winnebago à Portage et Fort Howard à Green Bay.
Fort Crawford est maintenant un musée entretenu par l'association à but non lucratif, Prairie du Chien Historical Society

### Sources
- (en) Cet article est partiellement ou en totalité issu de l’article de Wikipédia en anglais intitulé « Fort Crawford » (voir la liste des auteurs).